# Muszkowie

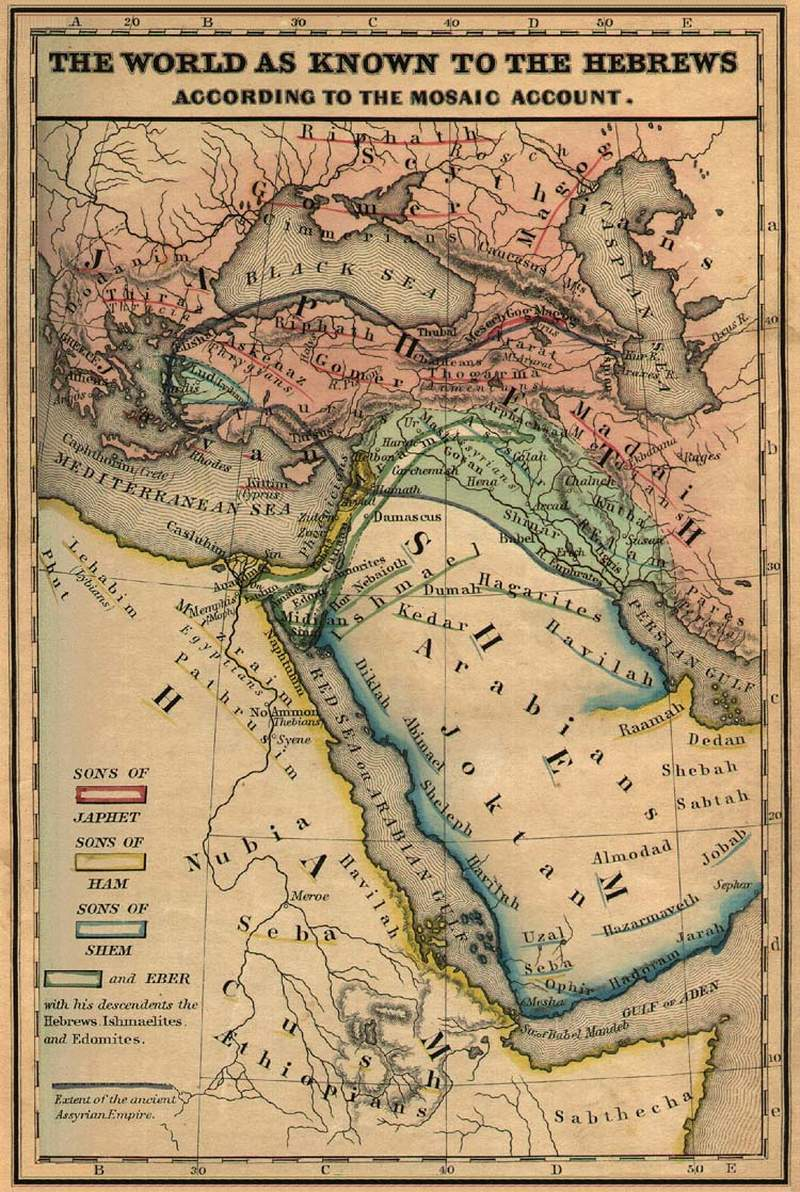
Świat znany Hebrajczykom. Mapa z Atlasu Geografii Biblijnej L. Coleman'a (1854)

Muszkowie, Muszku, Muski (gruz. მუშქები, Mushkebi; hebr. משך, Meszech; stgr. Μόσχοι, Moskoi) – starożytny lud anatolijski. Po raz pierwszy wymieniony w źródłach asyryjskich z czasów króla Tiglat-Pilesera I (koniec XII wieku p.n.e.)

## Pochodzenie
Lud protoormiański z grupy tracko-frygijskiej, który pojawił się w Azji Mniejszej razem z bałkańską falą tzw. Ludów Morza na przełomie XIII i XII wieku p.n.e. Tezę o ich nieanatolijskim pochodzeniu wzmacnia fakt, że nie występują w żadnym znanym nam źródle hetyckim. Ponieważ bitwa jaką stoczył z nimi Tiglat-Pileser I datowana jest na początek jego panowania (ok. 1112 p.n.e.), a Muszkowie zasiedlali sporne tereny przez ok. 50 lat (od ok. 1160 p.n.e.) przyjmuje się, że przedostali się do wschodniej Anatolii już po upadku państwa Hetytów (przełom wieków XIII i XII p.n.e.) 
Rosyjski badacz tego okresu Igor Diakonoff zakładał, że Muszku posługiwali się językiem protoormiańskim. Diakonoff dokonał również ich podziału na wschodnich (XII wiek p.n.e.) i wymienianych kilka wieków później przez inskrypcje z czasów króla Sargona II zachodnich. Ci drudzy, to bez wątpienia Frygowie, nazywani podobnie zapewne ze względu na pokrewieństwo. 

## Źródła greckie i rzymskie
Herodot opisując armię króla perskiego Kserksesa I z V wieku p.n.e. wymienił wojowników Moskoi (stgr. Μόσχοι; Dzieje 7.78) noszących drewniane hełmy, małe tarcze i krótkie włócznie. W sekcji dotyczącej Frygów potwierdza ich pokrewieństwo z Ormianami i bałkańskie korzenie (Dzieje 7.73), co więcej istnieje duże prawdopodobieństwo, że wspomniany przez niego król frygijski Midas (Dzieje 1.14) to wymieniany w źródłach asyryjskich Mita król Muszków (Mita miałby być semickim odpowiednikiem Midasa).
Strabon w XI księdze Geografii (XI.2.14-19) powołując się na Artemidora z Efezu i historyków wojen króla Pontu Mitrydatesa Eupatora opisuje wschodnie wybrzeże Morza Czarnego wymieniając plemiona Cercetae, Moschi i Colchi, oraz żyjących nad nimi Phtheirophagi. Według niego w kraju Muszków (stgr. Μοσχική, Mosziki) znajdowała się świątynia Leukotei (Ino) ufundowana przez Fryksosa oraz jego wyrocznia, zniszczone przez późniejsze najazdy.
Pliniusz Starszy w Historii Naturalnej (Naturalis historia VI.4) opisując region Kolchidy wymienia rzekę Fasis, która przepływa przez Moschis. Od rzeki nazwę wzięła kolonia grecka, a od niej dzisiejsze, gruzińskie miasto Poti.

## Źródła hebrajskie
Józef Flawiusz w Dawnych dziejach Izraela (Antiquitates Judaicae VI.1) twierdzi, że Kapadocejczycy nazywani przez niego Mescheńczykami wywodzą się od jednego z siedmiu synów Jafeta Meszeka (Genezis 10.2) i byli założycielami miasta Mazaka. W Księdze Ezechiela łączeni z plemieniem Tubal i Gog (Ezechiel 38.2, 39.1). 
Świadectwa te  pełnią bardzo istotną rolę w procesie identyfikacji narodowej współczesnych Ormian.